# S-Міна

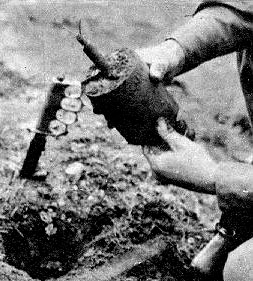
S-Mine.

S mine — протипіхотна вистрибуюча осколкова міна кругового ураження.
Була розроблена Німеччиною в 1930-х роках. Своє походження веде від німецької виплигуючої міни Schrapnell-Mine часів Першої Світової війни, яка була керованою і приводилася в дію електроімпульсом з пульта управління. При спрацьовуванні детонатора вогонь полум'я запалює пороховий сповільнювач, який по центральній запальній трубці підпалює вишибний заряд, що складається з шашки і чорного пороху. Останній, викидає на висоту близько 0,5-1,5 метра бойовий заряд міни. У цей час відбувається горіння порохових стовпчиків-сповільнювачів у трьох дистанційних запалом. Як тільки в одному з них полум'я сягає капсуля-детонатора, останній вибухає, викликаючи вибух основного заряду міни. Вражаючий ефект обумовлюється наявністю в корпусі міни близько 350 металевих кульок. Міна, вибухаючи на рівні 0,5-1,5 метра, вражала осколками навіть бійців, що лежать на землі.
Широко застосовувалася в роки Другої світової війни. Призначена для використання проти піхоти, що атакує. Були розроблені 2 моделі SMI-35 і SMI-44. Є лише незначні відмінності між цими двома моделями. Під час наступу союзників у Європі S-міна отримала своє цинічне прізвисько від американських піхотинців — «стрибуча Бетті» (англ. «Bouncing Betty»). S-міна мала великий психологічний вплив на сили союзників. На Східному фронті її зазвичай називали або «міна-жаба», або на німецький манер «шпрінгміна».